# Asymbius sinensis
Asymbius sinensis es una especie de coleóptero de la familia Endomychidae.

## Distribución geográfica
Habita en China.